# Machilus wenshanensis
Machilus wenshanensis är en lagerväxtart som beskrevs av Hsi Wen Li. Machilus wenshanensis ingår i släktet Machilus och familjen lagerväxter. Inga underarter finns listade i Catalogue of Life.